# Festival du film coréen à Paris 2022
 (mars 2025).
Le Festival du film coréen à Paris 2022, 17e édition du festival, se déroule du 25 octobre au 1er novembre 2022.

## Sélection

### Ouverture
- Life Is Beautiful (en) de Choi Kook-hee

### Clôture
- Heaven: To the Land of Happiness de Im Sang-soo

### Événements
- Alienoid de Choi Dong-hoon
- Confession de Yoon Jong-seok
- Défense d'atterrir de Han Jae-rim

### Paysages
- The Apartment with Two Women de Kim Se-in
- Doom Doom de Jung Won-hee
- The Girl on a Bulldozer (en) de 	Park Yi-woong
- The Hill of Secrets de Lee Ji-eun
- Hommage de Shin Su-won
- I Am More de Lee Il-ha
- Kingmaker de Byun Sung-hyun
- Miracle: Letters to the President (en) de Lee Jang-hoon
- About Kim Sohee de July Jung
- Seire (en) de Park Kang
- Special Delivery de Park Dae-min
- Usu de Oh Se-hyeon

### Avant-premières
- Hunt de Lee Jung-jae
- Retour à Séoul de Davy Chou

### FocusIm Sang-soo
- Une femme coréenne
- Le Vieux Jardin
- The Housemaid

### Classiques
- The Widow de Park Nam-ok
- A Woman Judge de Hong Eun-won
- Keeping the Vision Alive: Women in Korean Filmmaking de Yim Soon-rye